# 1963 en Saskatchewan
Chronologie de la Saskatchewan
- 1959
- 1960
- 1961
- 1962
- 1963
- 1964
- 1965
- 1966
- 1967

Cette page concerne des événements d'actualité qui se sont produits durant l'année 1963 dans la province canadienne de la Saskatchewan.

## Politique
- Premier ministre : Woodrow Stanley Lloyd
- Chef de l'Opposition :
- Lieutenant-gouverneur : Frank Lindsay Bastedo puis Robert L. Hanbidge
- Législature :

## Naissances

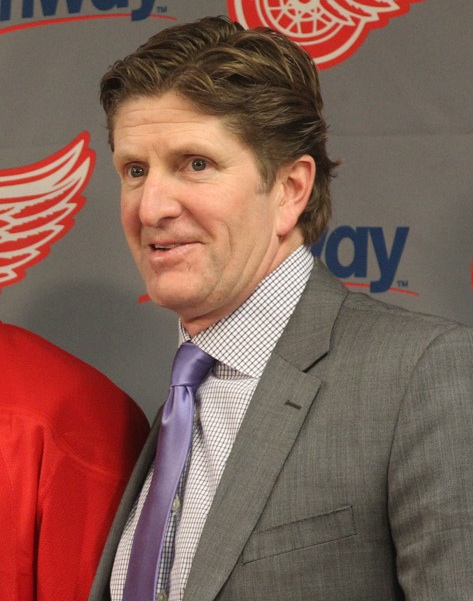
Mike Babcock en 2013

- 8 janvier : Garth Butcher (né à Regina) est un joueur de hockey sur glace professionnel retraité qui joua dans la Ligue nationale de hockey au poste de défenseur de 1981-82 à 1994-95.

- 19 janvier : Mgr Murray Chatlain (né à Saskatoon) est un prélat canadien de l'Église catholique. Il est présentement l'archevêque de l'archidiocèse de Keewatin-Le Pas.

- 13 avril : Jim McGeough (né à Regina) est un joueur professionnel de hockey sur glace canadien[1].

- 11 juin : Sandra Schmirler, née à Biggar et morte le 2 mars 2000 à Regina, est une joueuse canadienne de curling notamment championne olympique en 1998.

- 29 avril : Mike Babcock (né à Saskatoon) est un joueur de hockey sur glace et entraîneur. Il occupe le poste d'entraîneur avec les Red Wings de Détroit de la Ligue nationale de hockey, équipe qu'il mène à la conquête de la Coupe Stanley en 2008. Il occupe également le poste d'entraîneur de l'équipe du Canada. Il mène l'équipe nationale au titre de champion du monde en 2004 puis champion olympique en 2010 et champion olympique en 2014. Il devient ainsi le premier entraîneur à rejoindre le Club Triple Or[2].

- 26 juin : Daryl Lipsey (né  à North Battleford) est un joueur professionnel de hockey sur glace. Il évolue dans le Royaume-Uni entre 1984 et 1997. Par la suite, il est entraîneur de l'équipe du Manchester Storm dans l’Ice Hockey Superleague.